# 恩施市各级文物保护单位列表
以下为湖北省恩施土家族苗族自治州恩施市各级文物保护单位列表。

## 全国重点文物保护单位
| 名称     | 编号  | 分类   | 时代   | 地点 | 公布 | 图片 |
| -------- | ----- | ------ | ------ | ---- | ---- | ---- |
| 施州城址 | 6-162 | 古遗址 | 恩施市 | 宋   |      |      |

## 湖北省文物保护单位
- 叶挺囚居旧址（3-37）恩施市	1942年	革命遗址及革命纪念建筑物第三批
- 连珠塔（3-83）
- 文昌祠（3-85）
- 柳州城遗址及引种西瓜碑（3-172）
- 施州城墙遗址（4-15）2006年国保
- 武圣宫（4-60）
- 何功伟就义旧址（4-89）
- 滚龙坝古建筑群（5-244）
- 沙地天主教堂（5-352）
- 向燮堂墓（5-353）

| 名称 | 编号 | 分类 | 时代 | 地点 | 公布 | 图片 |
| ---- | ---- | ---- | ---- | ---- | ---- | ---- |